# إدغار هينريكز
إدغار هينريكز (بالإسبانية: Edgar Henríquez)‏ هو لاعب كرة قدم ومدرب كرة قدم سلفادوري، ولد في 16 مارس 1964 في سان سلفادور في السلفادور. شارك مع منتخب السلفادور لكرة القدم. أما مع النوادي، فقد لعب مع نادي أليانزا ‏.

## وصلات خارجية
- إدغار هينريكز على موقع الاتحاد الدولي (مؤرشف)  (الإنجليزية)